# Bahnhof Nikkō
Der Bahnhof Nikkō (jap. 日光駅 Nikkō-eki) ist ein Bahnhof auf der japanischen Insel Honshū. Er wird von der Bahngesellschaft JR East betrieben und befindet sich in der Präfektur Tochigi auf dem Gebiet der touristisch bedeutenden Stadt Nikkō.

## Verbindungen
Nikkō ist die westliche Endstation der zum Bahnhof Utsunomiya führenden Nikkō-Linie der Bahngesellschaft JR East. Nahverkehrszüge mit Halt an allen Bahnhöfen fahren in einem angenäherten Stundentakt von Nikkō und Utsunomiya. Hinzu kommen während der Hauptverkehrszeit einzelne zusätzliche Züge, die zusammen ungefähr einen Halbstundentakt ergeben. Je nach Saison verkehren verschiedene touristische Sonderzüge wie der View Coaster Kazekko und die Train Suite Shiki-Shima. Die Nikkō-Linie ist vor allem auf den Pendler- und Schülerverkehr in Richtung der Präfekturhauptstadt Utsunomiya ausgerichtet, während Touristen überwiegend die Tōbu Nikkō-Linie nutzen, deren Züge häufiger verkehren und in Richtung Tokio auch schneller sind.

## Anlage
Der Bahnhof steht im Stadtteil Aioichō, etwa zweihundert Meter östlich des Bahnhofs Tōbu-Nikkō der Tōbu Tetsudō. Von touristisch herausragender Bedeutung sind mehrere Schreine und Tempel, die Teil des UNESCO-Welterbes sind. Dazu gehören der Nikkō Tōshō-gū (mit dem Grabmal von Shōgun Tokugawa Ieyasu), der Nikkō-Futarasan-Schrein und der Rinnō-ji, die vom Bahnhof aus alle leicht erreichbar sind.
Die Anlage ist von Südosten nach Nordwesten ausgerichtet und umfasst zwei Gleise, die beide dem Personenverkehr dienen. Diese liegen am Hausbahnsteig und an einem Seitenbahnsteig, der über eine gedeckte Überführung mit dem Empfangsgebäude an der Südseite verbunden ist. Zwar ist Nikkō ein Endbahnhof, doch die Anlage ist als Durchgangsbahnhof konzipiert. Die Gleise führen etwa zweihundert Meter weiter und führen dabei unter jenen der Tōbu Nikkō-Linie hindurch; es besteht jedoch keine Gleisverbindung. Das heutige Empfangsgebäude stammt aus dem Jahr 1912 und ist ein zweigeschossiger Fachwerkbau im europäischen Neorenaissance-Stil. Lange Zeit war der Name des Erbauers nicht bekannt; 2012 ergaben Nachforschungen, dass es der Ingenieur Akashi Torao gewesen war, der damals für das Eisenbahnministerium arbeitete. Im Erdgeschoss ist die Touristeninformation zu finden und das Obergeschoss enthält den ehemaligen Wartesaal für Erstklasspassagiere, der heute als Kunstgalerie genutzt wird.
Im Fiskaljahr 2019 nutzten durchschnittlich 1046 Fahrgäste täglich den Bahnhof.

## Bilder

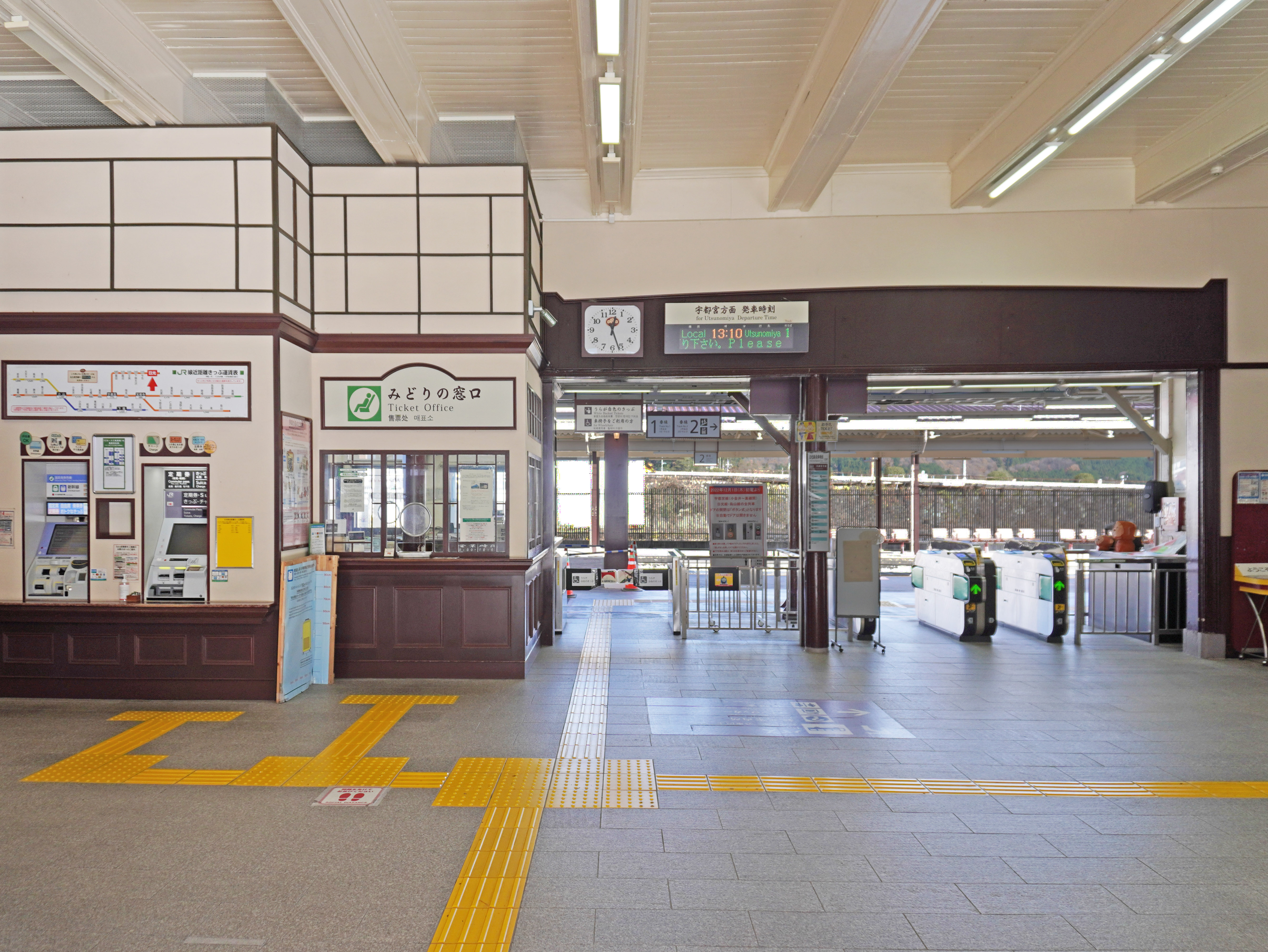
Haupthalle
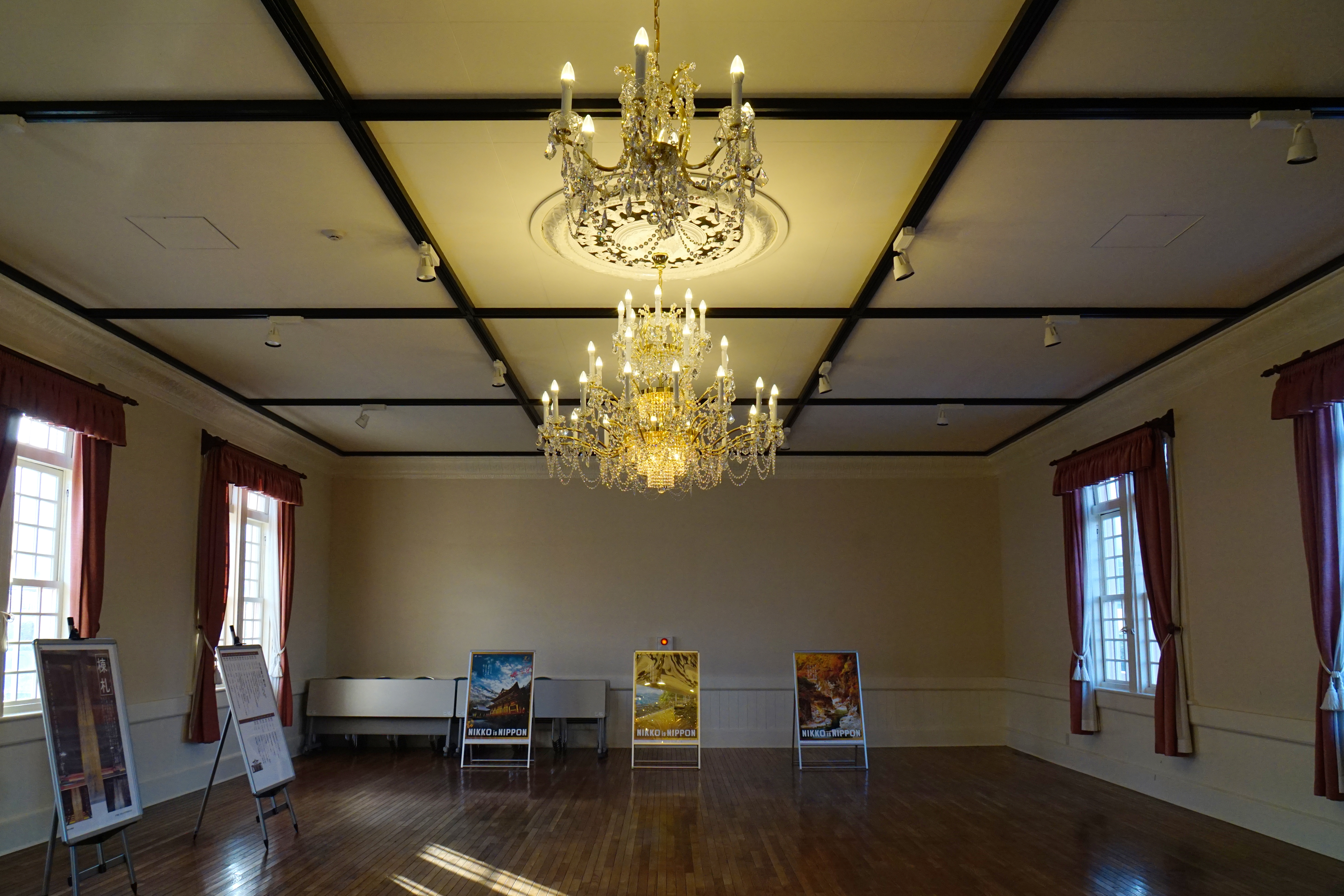
Früherer Wartesaal 1. Klasse im Obergeschoss
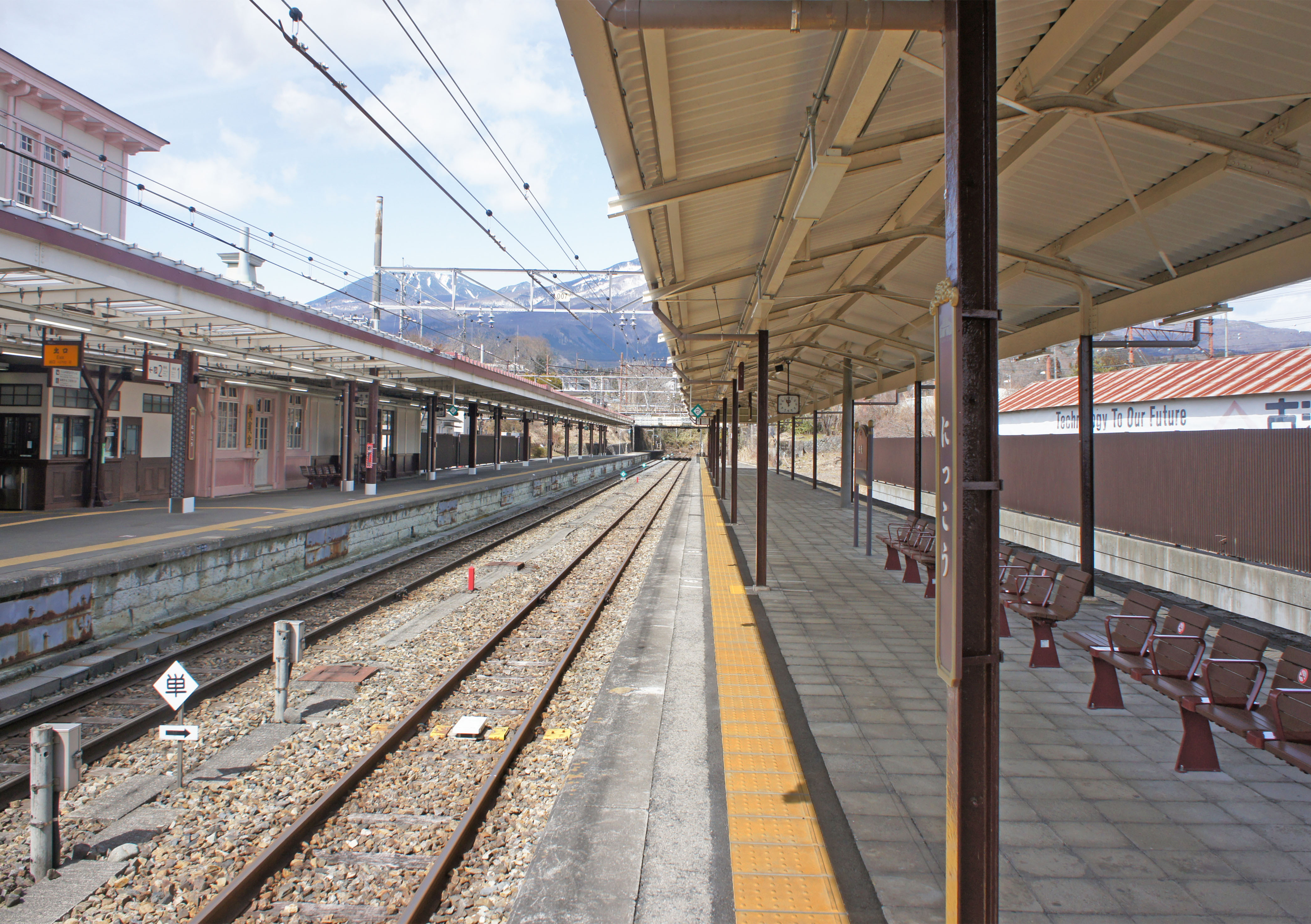
Bahnsteige
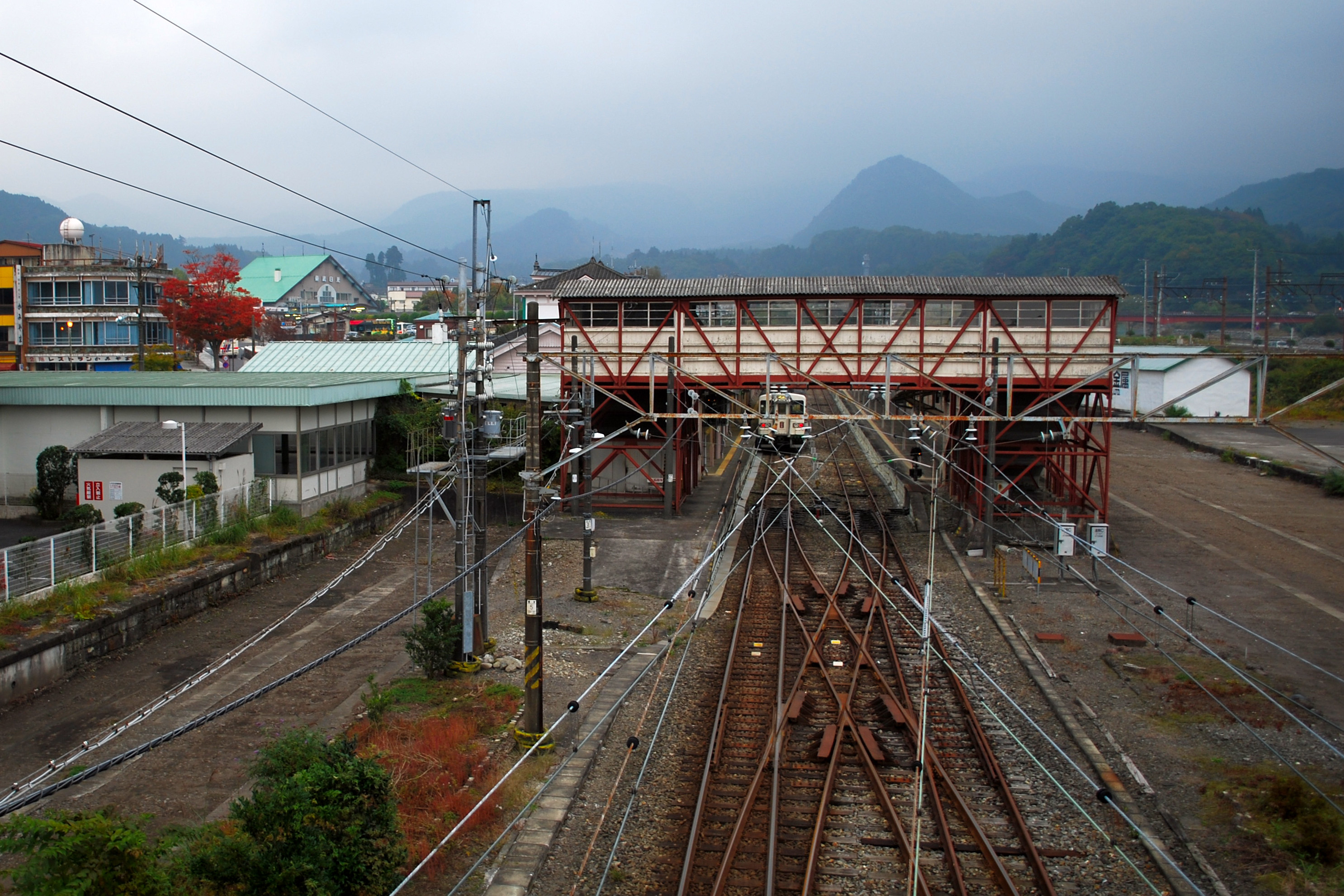
Gleise und Fußgängerbrücke
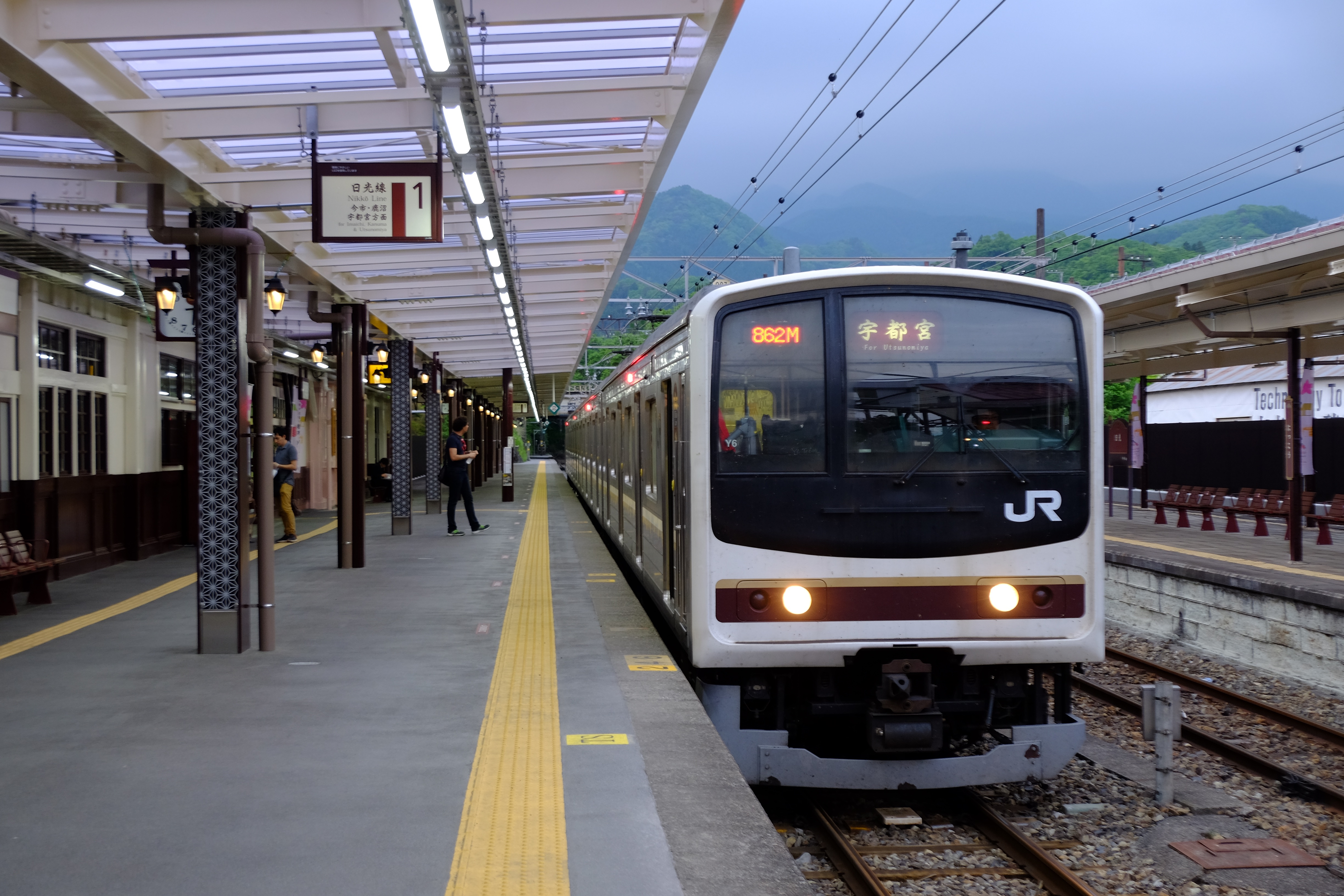
Triebzug der Baureihe 205

## Gleise
| 1/2 | ▉ Nikkō-Linie | Kanuma • Utsunomiya |

## Linien
| Verlauf der Nikkō-Linie                                                       |
| ----------------------------------------------------------------------------- |
| Utsunomiya • Tsuruta • Kanuma • Fubasami • Shimotsuke-Ōsawa • Imaichi • Nikkō |

## Geschichte
Gegen Ende des 19. Jahrhunderts hatte sich Nikkō aufgrund der zahlreichen sehenswerten Schreine und Tempel zu einem der beliebtesten Touristenziele des Landes entwickelt. Japans erste private Bahngesellschaft, die Nippon Tetsudō, baute deshalb die Nikkō-Linie, die in Utsunomiya an die Tōhoku-Hauptlinie anschloss. Zwei Monate nachdem sie den ersten Abschnitt bis Imaichi in Betrieb genommen hatte, verlängerte sie die Strecke am 1. August 1890 bis an den damaligen Ortsrand von Nikkō. Nachdem der japanische Reichstag das Eisenbahnverstaatlichungsgesetz beschlossen hatte, gelangte der Bahnhof am 1. November 1906 in Staatsbesitz. 1912 ersetzte das heutige Empfangsgebäude das ursprüngliche Bauwerk. Von 1910 bis 1968 hielt die Straßenbahn Nikkō vor dem Bahnhof und von 1950 bis 1982 war Nikkō die Endstation des gleichnamigen Schnellzugs, der von Ueno aus (später von Tokio) umsteigefrei bis hierher verkehrte. Aus Rationalisierungsgründen stellte die Japanische Staatsbahn am 1. Februar 1984 den Güterumschlag ein, am 14. März 1985 auch die Gepäckaufgabe. Im Rahmen der Staatsbahnprivatisierung ging der Bahnhof am 1. April 1987 in den Besitz der neuen Gesellschaft JR East über. 2017 erfolgte die Renovation des Empfangsgebäudes und seit dem Einbau von Aufzügen im Februar 2022 ist der Bahnhof barrierefrei zugänglich.